# 香港故宮文化博物館
香港故宮文化博物館（ホンコンこきゅうぶんかはくぶつかん）は、香港の博物館。主に中国本土・北京市にある故宮博物院の美術品を展示している。

## 概要
2022年7月1日、香港返還25周年の記念事業として計画された。龍山文化の時代に見られる方鼎という器物を模した外観。建築は2018年5月に始まり2020年11月に本体構造が完成した。2022年6月22日に開館式が開かれ任期満了を控えた林鄭月娥行政長官も出席した。北京の故宮博物院から借り受けた陶美術品914点のほか、フランス・パリのルーブル美術館からも作品を借りている。